# Néblon
Néblon – rzeka w Belgii, w prowincji Namur, o długości 23 km. Jej powierzchnia dorzecza wynosi 76 km². Średni przepływ rzeki mierzony w Hamoir od 1977 roku do 2003 roku wynosi 0,8 m³/s. Największy był w 1988 roku i wynosił 1 m³/s, a najmniejszy w 1996 i 1997 roku i wynosił 0,3 m³/s.
Źródła rzeki znajdują się w okolicach miejscowości Havelange, na wysokości 280 m n.p.m. Uchodzi do Ourthe, na wysokości 120 m n.p.m. Dolinę Néblonu porastają bukowe gaje i lasy dębowe. Wzdłuż rzeki występują  nietoperze podkowcowate, nocki orzęsione, zimorodki oraz dzięcioły.
Stan ekologiczny wód Néblonu jest uważany za dobry, jednak pomiary wykazały zwiększoną zawartość azotanów i wielopierścieniowych węglowodorów aromatycznych. Ponadto rzeka jest niemal w całym swoim biegu uregulowana.
Nad Néblonem znajduje się wioska Chardinho, uważana za jedną z najpiękniejszych wiosek Walonii.